# Iglesia de Jesús y María (Castellammare di Stabia)
La iglesia de Jesús y María (en italiano: chiesa di Gesù e Maria) es una iglesia católica italiana en Castellammare di Stabia, Campania, dedicada a Jesús y la Virgen María.

## Historia
La construcción de la iglesia fue encargada en 1609 por la orden de los jesuitas, que habían llegado a la ciudad el año anterior para abrir una escuela. La construcción de la iglesia comenzó en 1614 y se terminó en 1615 con el patrocinio de la ciudad y de la familia aristocrática de Piergiovanni da Nocera. El diseño fue obra de los jesuitas Pietro Provedi y, más tarde, de Agazio Stoia.
Cuando los jesuitas fueron expulsados del reino de Nápoles en 1767, la iglesia y la escuela fueron asignadas a la orden de los Clero dei Preti Semplici. En 1785, se trasladó a la iglesia una imagen de la Madonna del Carmelo procedente de una iglesia de la orden carmelita.
A finales del siglo XX la iglesia fue nuevamente sometida a una restauración total, tanto del edificio como de la mayoría de las obras presentes en él.

## Arquitectura
La iglesia tiene una estructura clara del barroco napolitano. La fachada tiene dos escudos de armas esculpidos por Giuseppe Filosa: el de la ciudad y el de la orden de los clérigos.
En el interior se encuentra un retablo que representa a San Ignacio y San Francisco Javier recibiendo las órdenes de su misión por parte del Papa Pablo III, obra de Paolo de Matteis. A la derecha de la entrada hay otra obra de Matteis que representa a la Sagrada Familia y a los santos Luis Gonzaga y Estanislao Kostka. El retablo mayor es una Beata Vírgen del Refugio (también llamada Virgen del Socorro), obra de Luca Giordano. El altar mayor es de mármol policromado y atribuido al taller de Giuseppe Sanmartino, originalmente realizado para la iglesia de la Anunciación de Angri y trasladado a Castellammare di Stabia en 1812. El techo está pintado con una representación del Triunfo del Nombre de Jesús (1899) de Vincenzo Galloppi. También pintó el Sermón de la Montaña y la Cena de los Ángeles (1895) que se encuentran en el ábside. La iglesia también cuenta con seis lienzos del siglo XVIII que representan ángeles, obra de Angelo Mozzillo. La iglesia también alberga una Macchina da festa procesional, utilizada durante la festividad del Corpus Christi.

## Galería

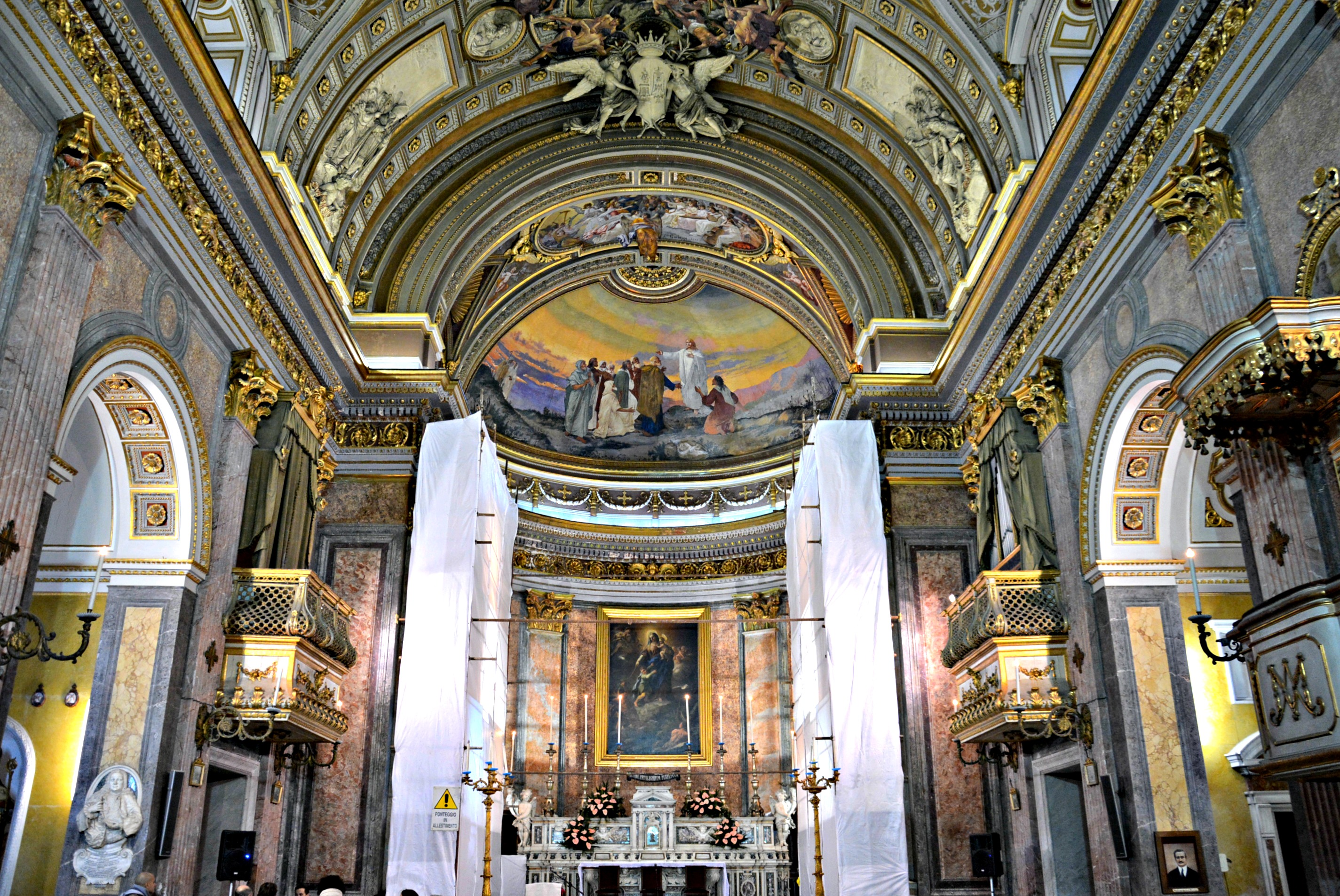
Interior de la iglesia
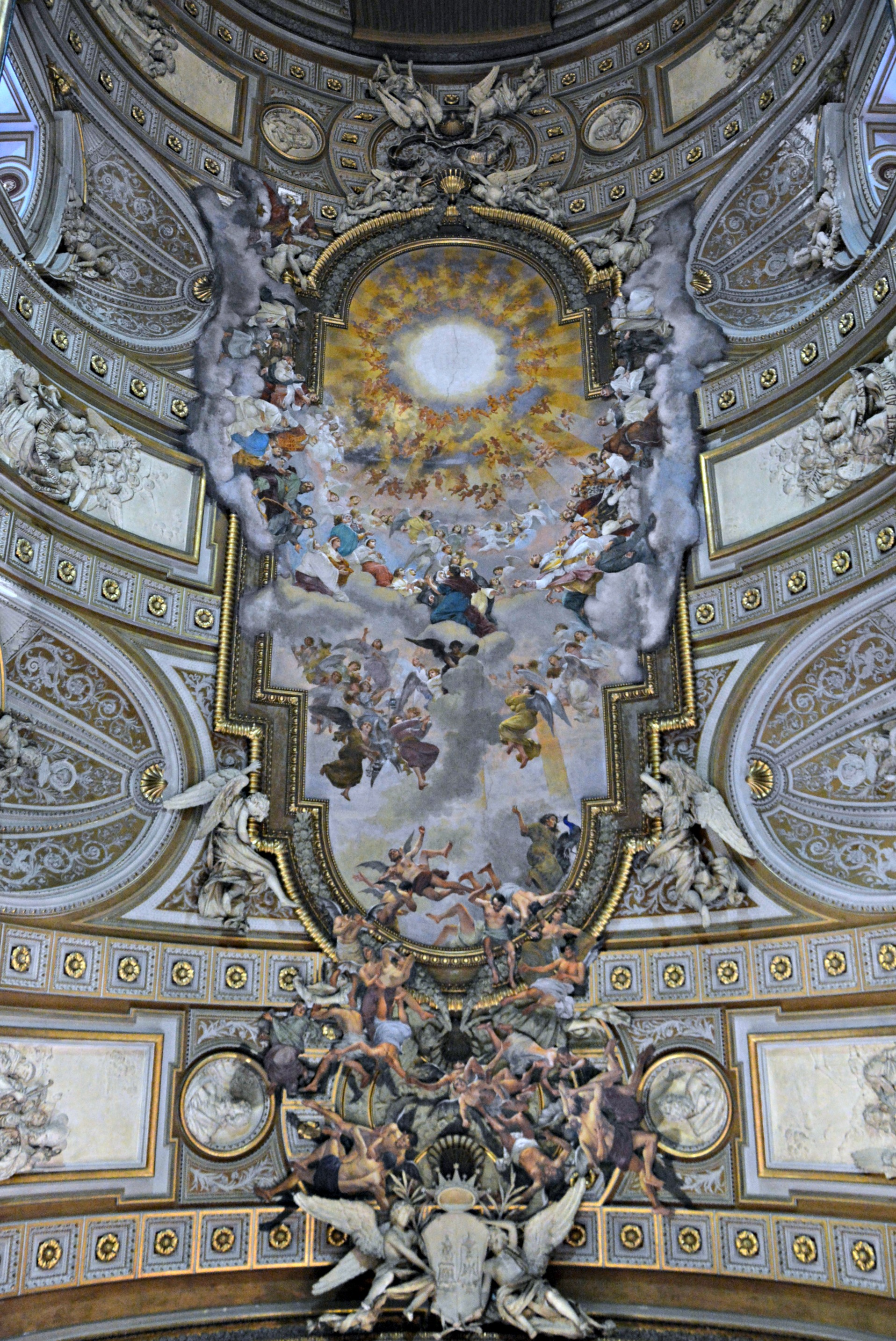
Techo
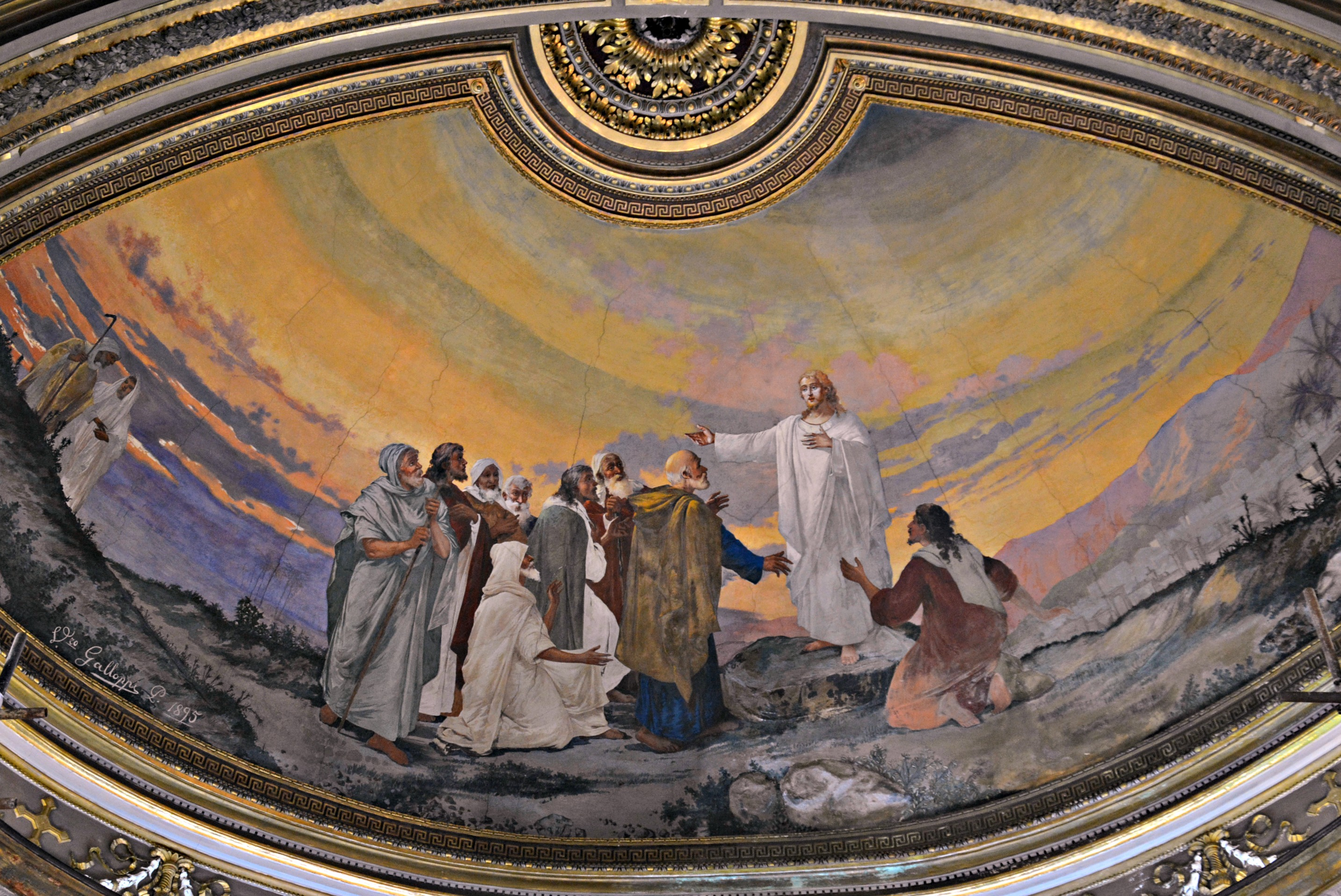
Ábside
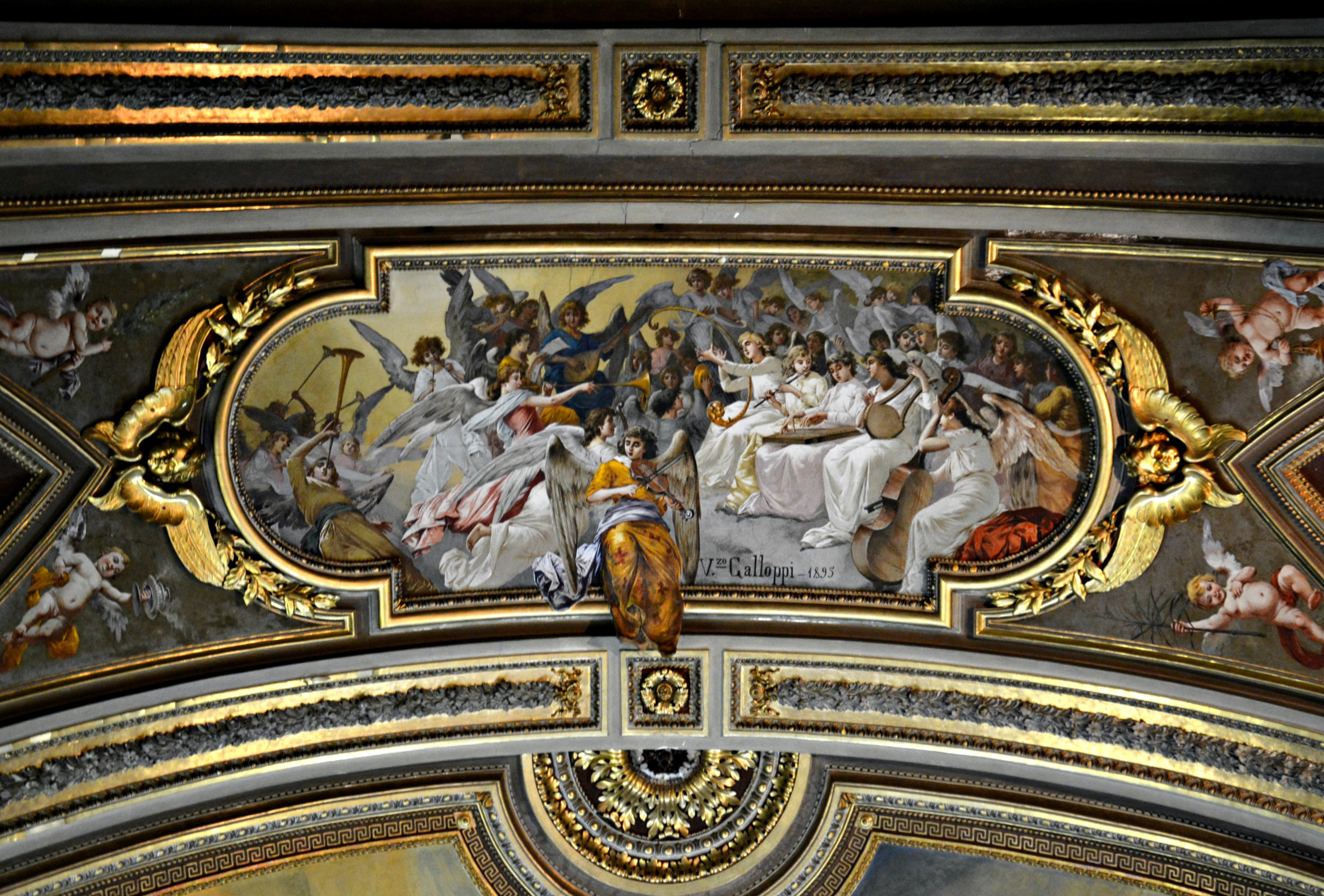
Detalle del techo